# ژاکوب ای. مارینسکی
ژاکوب ای. مارینسکی (انگلیسی: Jacob Akiba Marinsky؛ زاده ۱۹۱۸ - درگذشته ۱ سپتامبر ۲۰۰۵) یک شیمی‌دان اهل ایالات متحده آمریکا بود.